# Abondance des éléments légers
En cosmologie, l'abondance des éléments légers est la mesure des abondances relatives des éléments chimiques dit « légers » dans l'univers. Dans le contexte astrophysique, « léger » signifie que l'on s'intéresse seulement aux trois premiers éléments du tableau de Mendeleïev, à savoir l'hydrogène, l'hélium le lithium et le béryllium.
Ces mesures présentent un intérêt crucial pour la cosmologie, car ces éléments ont été produits en quantité importante aux tout  premiers instants de l'histoire de l'univers tel qu'on le connaît, lors de la nucléosynthèse primordiale. À cette époque, où la température de l'univers était très élevée (environ un milliard de degrés), il est devenu possible de fusionner quelques protons et neutrons pour former les premiers noyaux atomiques. Cependant, à cette époque-là, aucun élément dit « lourd » (plus lourd que le béryllium, donc) n'a pu être produit, car leur synthèse nécessite l'existence de températures élevées sur des durées bien plus longues que la nucléosynthèse, qui n'a duré que quelques minutes. Ces éléments légers ont pour certains été également produits ultérieurement au sein des étoiles (on parle alors de nucléosynthèse stellaire). Mais en mesurant les abondances de ces éléments légers dans des galaxies ou des quasars très distants, donc vus à une époque ancienne de l'univers où l'on espère que la nucléosynthèse stellaire n'avait guère modifié les abondances, on peut en principe mesurer les abondances primordiales.
La mesure de l'abondance des éléments légers est importante car elle permet de remonter aux conditions physiques qui régnaient à l'époque où ces éléments ont été formés. En effet, l'utilisation des équations de la physique nucléaire au cas de l'univers en expansion, permet de déduire l'abondance exacte de matière (plus précisément le rapport du nombre de photons au nombre de nucléons dans l'univers) car les abondances relatives des différents éléments légers sont fonction de la densité totale de nucléons au moment de la nucléosynthèse primordiale.